# WWE Crown Jewel
WWE Crown Jewel este un pay-per-view (PPV) produs anual de WWE și difuzată în direct și disponibilă prin Pay-per-View (PPV) și WWE Network.
Evenimentul face parte dintr-o serie de evenimente pe care WWE promovează în Arabia Saudită încă din 2018 ca parte a unui parteneriat strategic de 10 ani între WWE și Autoritatea Generală pentru Sport din Arabia Saudită în sprijinul Saudi Vision 2030, programul de reformă socială și economică din Arabia Saudită.

## Evenimente

### 2018
Crown Jewel 2018 a avut loc pe data de 31 octombrie 2018, evenimentul fiind gazduit de King Saud University Stadium
din Riyadh, Arabia Saudită.
- Kick-off: Shinsuke Nakamura (c) l-a învins pe Rusev păstrându-și campionatul WWE United States Championship (9:30)[2]
  - Nakamura l-a numărat pe Rusev după un «Kinshasa».
- Rey Mysterio l-a învins pe Randy Orton în sferturile de finală de la WWE World Cup (5:25)[3]
  - Mysterio l-a numărat pe Orton cu un «Roll-Up».
- The Miz l-a învins pe Jeff Hardy în sferturile de finală de la WWE World Cup (6:58)[4]
  - Miz l-a numărat pe Hardy după un «Skull-Crushing Finale».
- Seth Rollins l-a învins pe Bobby Lashley (însoțit de Lio Rush) în sferturile de finală de la WWE World Cup (5:25)[5]
  - Rollins l-a numărat pe Lashley după un «Curb Stomp».
- Dolph Ziggler (însoțit de Drew McIntyre) l-a învins pe Kurt Angle în sferturile de finală de la WWE World Cup (8:15)[6]
  - Ziggler l-a numărat pe Angle după un «Zig-Zag».
- The Bar (Cesaro și Sheamus) (c) (însoțiți de Big Show) i-au învins pe The New Day (Big E și Kofi Kingston) (însoțiți de Xavier Woods) păstrându-și campionatele WWE SmackDown Tag Team Championship (10:32)[7]
  - Sheamus l-a numărat pe Big E după un «K.O. Punch» a lui Show și un «Brogue Kick».
- The Miz l-a învins pe Rey Mysterio în semifinalele de la WWE World Cup (11:10)[8]
  - Miz l-a numărat pe Mysterio cu un «Roll-Up».
- Dolph Ziggler (însoțit de Drew McIntyre) l-a învins pe Seth Rollins în semifinalele de la WWE World Cup (13:05)[9]
  - Ziggler l-a numărat pe Rollins după un «Superkick».
  - În timpul meciului, McIntyre a intervenit în favoarea lui Rollins.
- AJ Styles (c) l-a învins pe Samoa Joe păstrându-și titlul WWE Championship (11:10)[10]
  - Styles l-a numărat pe Joe cu un «Phenomenal Forearm».
- Brock Lesnar (însoțit de Paul Heyman) l-a învins pe Braun Strowman câștigând campionatul WWE Universal Championship vacant (3:16)[11]
  - Lesnar l-a numărat pe Strowman după un «F-5».
  - Înaintea luptei, Baron Corbin l-a atacat pe Strowman.
- Shane McMahon l-a învins pe Dolph Ziggler câștigând WWE World Cup (2:30)[12]
  - Shane l-a numărat pe Ziggler după un «Coast to Coast».
  - Inițial, Miz era adversarul lui Ziggler, dar a fost înlocuit de Shane din cauza unei accidentări înainte de luptă.
- D-Generation X (Triple H și Shawn Michaels) i-au învins pe The Brothers of Destruction (The Undertaker și Kane) (27:50)[13]
  - Triple H l-a numărat pe Kane după un «Sweet Chin Music» a lui Michaels și un «Pedigree».
  - Aceasta a fost întoarcerea în ring a lui Michaels după 8 ani.

### 2019
Crown Jewel 2019 a avut loc pe data de 31 octombrie 2019, evenimentul fiind gazduit de King Fahd International Stadium
din Riyadh, Arabia Saudită.
- Kick-off: Humberto Carrillo a câștigat un 20-man Battle Royal câștigând o șansă pentru titlul WWE United States Championship (12:25)[14]
  - Nakamura l-a numărat pe Rusev după un «Kinshasa».
- Brock Lesnar (c) (însoțit de Paul Heyman) l-a învins pe Cain Velasquez (însoțit de Rey Mysterio) păstrându-și titlul WWE Championship (2:10)[15]
  - Lesnar l-a făcut pe Velasquez să cedeze cu un «Kimura Lock».
- The O.C. (Luke Gallows și Karl Anderson) i-au învins pe The Viking Raiders (Erik și Ivar), The New Day (Big E și Kofi Kingston), The Revival (Scott Dawson și Dash Wilder), The B-Team (Curtis Axel și Bo Dallas), Heavy Machinery (Otis și Tucker), Dolph Ziggler și Robert Roode, Curt Hawkins și Zack Ryder, și Lucha House Party (Lince Dorado și Gran Metalik) (însoțiți de Kalisto) într-un Tag Team Turmoil match câștigând WWE Tag Team World Cup (32:05)[16]
  - Gallows l-a numărat pe Erik după un «Magic Killer».
- Mansoor l-a învins pe Cesaro (12:45)[17]
  - Mansoor l-a numărat pe Cesaro după un «Diving Moonsault».
- Tyson Fury l-a învins pe Braun Strowman (8:04)[18]
  - Fury a câștigat lupta după ce Strowman a fost numărat înafara ringului până la 10.
  - După meci, Strowman l-a atacat pe Fury.
- AJ Styles (c) (însoțit de Luke Gallows și Karl Anderson) l-a învins pe Humberto Carrillo păstrându-și campionatul WWE United States Championship (12:34)[19]
  - Styles l-a numărat pe Carrillo după un «Phenomenal Forearm».
- Natalya l-a învins pe Lacey Evans (7:21)[20]
  - Natalya a făcut-o pe Evans să cedeze cu un «Sharpshooter».
  - Acesta a fost primul meci de wrestling între femei din Arabia Saudită.
- Team Hogan (Roman Reigns, Rusev, Ricochet, Shorty G, și Ali) (însoțiți de Hulk Hogan și Jimmy Hart) au învins Team Flair (Randy Orton, King Corbin, Bobby Lashley, Shinsuke Nakamura, și Drew McIntyre) (însoțiți de Ric Flair) (19:55)[21]
  - Reigns l-a numărat pe Orton după un «Spear».
- "The Fiend" Bray Wyatt l-a învins pe Seth Rollins (c) într-un Falls Count Anywhere Match câștigând titlul WWE Universal Championship (21:21)[22]
  - Wyatt l-a numărat pe Rollins după un «Sister Abigail».

### 2021
Crown Jewel 2021 a avut loc pe data de 21 octombrie 2021, evenimentul fiind gazduit de Mohammed Abdu Arena on the Boulevard
din Riyadh, Arabia Saudită.
- Kick-off: The Usos (Jey Uso și Jimmy Uso) i-au învins pe The Hurt Business (Cedric Alexander și Shelton Benjamin) (10:40)
  - Jey l-a numărat pe Alexander după un «Uso Splash».
- Edge l-a învins pe Seth Rollins într-un Hell in a Cell Match (27:40)
  - Edge l-a numărat pe Rollins după un «Curb Stomp» pe un scaun.
- Mansoor l-a învins pe Mustafa Ali (10:00)
  - Mansoor l-a numărat pe Ali după un «Slingshot Neckbreaker».
- RK-Bro (Randy Orton și Riddle) (c) i-au învins pe AJ Styles & Omos păstrându-și campionatele WWE Raw Tag Team Championship (8:40)
  - Riddle l-a numărat pe Styles după un «RKO» a lui Orton, urmat de un «Floating Bro».
- Zelina Vega a învins-o pe Doudrop în finala turneului Queen's Crown (5:55)
  - Vega a numărat-o pe Doudrop după un «Code Red».
- Goldberg l-a învins pe Bobby Lashley într-un No Holds Barred Falls Count Anywhere match (11:25)
  - Goldberg l-a numărat pe Lashley după un «Spear» de pe rampa de intrare.
  - În timpul luptei, The Hurt Business (Shelton Benjamin & Cedric Alexander) au intervenit în favoarea lui Lashley.
- Xavier Woods l-a învins pe Finn Bálor în finala turneului King of the Ring (9:40)
  - Woods l-a numărat pe Bálor după un «Diving Elbow Drop».
- Big E (c) l-a învins pe Drew McIntyre păstrându-și campionatul WWE Championship (13:25)
  - Big E l-a numărat pe McIntyre după un «Big Ending».
- Becky Lynch (c) le-a învins pe Bianca Belair și Sasha Banks într-un Triple threat match păstrându-și campionatul WWE SmackDown Women's Championship (19:25)
  - Lynch a numărat-o pe Banks cu un «Roll-Up».
- Roman Reigns (c) (însoțit de Paul Heyman) l-a învins pe Brock Lesnar păstrându-și campionatul WWE Universal Championship (12:20)
  - Reigns l-a numărat pe Lesnar după ce l-a lovit cu centura când arbitrul era la podea.
  - În timpul luptei, The Usos (Jey Uso & Jimmy Uso) au intervenit în favoarea lui Reigns.

### 2022
Crown Jewel 2022 a avut loc pe data de 5 noiembrie 2022, evenimentul fiind gazduit de Mrsool Park
din Riyadh, Arabia Saudită.
- Brock Lesnar l-a învins pe Bobby Lashley (6:00)
  - Lesnar l-a numărat pe Lashley după ce a întors un «Hurt Lock» într-o numărătoare.
- Damage CTRL (Dakota Kai & Iyo Sky) le-a învins pe Alexa Bliss & Asuka câștigând campionatele WWE Women's Tag Team Championship (12:50)
  - Kai a numărat-o pe Bliss după un «The Purge» a lui Nikki Cross de pe a treia coardă.
- Drew McIntyre l-a învins pe Karrion Kross (însoțit de Scarlett) într-un Steel Cage match (13:00)
  - McIntyre a câștigat lupta după ce a ieșit primul din cușca de oțel.
  - În timpul luptei, Scarlett a intervenit în favoarea lui Kross.
- The Judgment Day (Finn Bálor, Damian Priest și Dominik Mysterio) (însoțiți de Rhea Ripley) i-au învins pe The O.C. (AJ Styles, Luke Gallows și Karl Anderson) (14:00)
  - Bálor l-a numărat pe Styles după un «Coupe de Grace».
  - În timpul luptei, Rhipley a intervenit în favoarea lui The Judgment Day.
- Braun Strowman l-a învins pe Omos (7:20)
  - Strowman l-a numărat pe Omos după un «Running Powerslam».
- The Usos (Jey Uso și Jimmy Uso) (c) i-au învins pe The Brawling Brutes (Butch & Ridge Holland) păstrându-și campionatele Undisputed WWE Tag Team Championship (10:45)
  - Jimmy l-a numărat pe Butch după un «1-D».
- Bianca Belair (c) a învins-o pe Bayley într-un Last Woman Standing Match păstrându-și campionatul WWE Raw Women's Championship (20:20)
  - Belair a câștigat lupta după ce Bayley nu a putut să se ridice de la podea până la numărătoarea de 10 după ce a rămas prinsă sub o scară.
- Roman Reigns (c) (însoțit de Paul Heyman) l-a învins pe Logan Paul păstrându-și campionatul Undisputed WWE Universal Championship (24:50)
  - Reigns l-a numărat pe Paul după un «Spear».
  - În timpul meciului, The Usos (Jey Uso & Jimmy Uso) și Solo Sikoa au intervenit în favoarea lui Reigns; în timp ce Jake Paul a făcut-o pentru Logan.